# Stylaster polyorchis
Stylaster polyorchis är en nässeldjursart som först beskrevs av Fisher 1938.  Stylaster polyorchis ingår i släktet Stylaster och familjen Stylasteridae. Inga underarter finns listade i Catalogue of Life.